# Mel Bush
Mel, a veces llamada Melanie, es un personaje de ficción en la longeva serie británica de ciencia ficción Doctor Who. Se trata de una programadora informática del siglo XX, acompañante del Sexto y Séptimo Doctor y regular en el programa de 1986 a 1987. Su apellido nunca apareció en pantalla, pero en las notas de producción y material promocional se refieren a ella como Melanie Bush. Fue interpretada por Bonnie Langford. Apareció en 6 historias (20 episodios).

## Historia del personaje
Mel aparece por primera vez en el serial Terror of the Vervoids, parte de la historia de 14 partes The Trial of a Time Lord. Para este punto, ella y el Sexto Doctor ya han estado viajando juntos un tiempo. Los eventos de Vervoids se muestran como parte de una proyección de eventos futuros que le muestra la corte al Sexto Doctor, así que, desde su punto de vista, el Doctor está viendo una aventura que tendrá en el futuro con Mel, incluso antes de conocerla en su propia línea temporal. Al final de Trial, el Sexto Doctor se marcha con esta Mel futura, supuestamente para dejarla en cualquier sitio, que conozca al Doctor del pasado (desde el punto de vista de ella), y después seguir juntos desde ahí (esto se incluye en la novelización que los guionistas Pip y Jane Baker hicieron en su novelización de The Ultimate Foe).
En la actualidad, Mel es la única de los acompañantes del Doctor (sin contar a su nieta y acompañante original Susan Foreman) de la que nunca vemos en pantalla su primera aventura con el Doctor. El productor John Nathan-Turner indicó su intención de narrar esa aventura en la temporada 24 que hubiera seguido a The Trial of a Time Lord. Sin embargo, la marcha del actor Colin Baker antes de poder filmarla lo hicieron imposible. Sin contar los problemas de continuidad surgidos de The Five Doctors que nunca se explican ni siquiera se mencionan (Sarah Jane Smith, Vislor Turlough y Tegan Jovanka interactúan con el Primer, Segundo y Tercer Doctor aunque el Doctor no les conoce cuando se convierten en acompañantes respectivamente del Tercer y Quinto Doctor) Mel es la primera acompañante que ya había conocido al Doctor antes de que este le conociera a ella y viceversa, y el único acompañante de este tipo en la serie clásica, sentando un precedente para acompañantes de la serie moderna como River Song (a quien el Décimo Doctor conoció al final de su vida en Silencio en la biblioteca/El bosque de los muertos, mientras ella conoció de bebé al Undécimo Doctor en Un hombre bueno va a la guerra y ya de joven en El astronauta imposible) y otros (Rose Tyler conoce al Noveno Doctor de niña en El día del padre cuando ya está viajando de adulta con él, y la Rose adulta conoce al Décimo Doctor en El fin del tiempo poco tiempo antes de que el Noveno Doctor la conozca a ella en Rose).
Mel es una programadora informática del siglo XX que viene del pueblo de Pease Pottage en West Sussex, Inglaterra. Tiene memoria fotográfica y una personalidad alegre, casi descarada. Recibe casi todas las situaciones con una cálida sonrisa y buen humor, y es una optimista que cree en la naturaleza buena de las personas, pero también sabe gritar cuando es necesario. Es una entusiasta de la salud y vegetariana, y suele animar al Sexto Doctor, con algo de sobrepeso, a que haga más ejercicio. Está presente (aunque inconsciente en ese momento) cuando el Sexto Doctor se regenera en el Séptimo, y sigue viajando con él. En el serial Dragonfire, se reúne con el estafador galáctico Sabalom Glitz, a quien conoció en The Trial of a Time Lord, y decide irse con él en el Nosferatu II, dejando al Séptimo Doctor con su nueva acompañante Ace.